# عبیدالله بن حر جعفی
عبیدالله بن حرّ جعفی منسوب به قبیله جعفی، از طوایف سعد العشیره مَذحِج، مکنّا به ابوالأشوش یا ابوالبرش منسوب است. لقب «سلطان الحظ» به وی داده شده است. به گفته سعیدیان جزی، از تاریخ تولد عبیدالله مطلبی در دست نیست و می‌توان او را از تابعان در نظر گرفت. عبیدالله جعفی، شاعر بود.
عبیدالله از جمله شخصیت‌های نظامی و اجتماعی است که به دلیل داشتن «موقعیت اجتماعی، مهارت نظامی و اتخاذ دیدگاه‌ها و مواضع متفاوت و مؤثر نسبت به جریان‌ها و حوادث تاریخی» مورد توجه منابع معاصر و متون اسلامی قرار گرفت. حسین بن علی - ابتدا توسط یک مأمور و سپس به صورت حضوری - از او دعوت کرد تا وی را در قیامش همراهی کند اما عبیدالله جعفی این دعوت را نپذیرفت.
طبق گفته ی علیرضا امامی :او پس از حادثه عاشورا با مختار بیعت کرد ولی باز هم بیعتش را شکست و به زبیریان پیوست و خدمات ارزنده‌ای را به زبیریان کرد ولی زبیریان از ترس اینکه او جاسوس دشمن باشد او را زندانی کرد و او را در حین فرار کشتند یا به نقلی او به بر سر موضوعاتی با مصعب بن زبیر بن عوام به اختلاف رسید و او با عبد المک  بن مروان پیوست و به غارت کردن پرداخت. در یکی از این راهزنی ها به کوفه  از یاران خود باز ماند و مصعب او را در بند کرد و کشت[۳]